# (1736) Floirac
(1736) Floirac est un astéroïde de la ceinture principale.

## Description
(1736) Floirac est un astéroïde de la ceinture principale. Il fut découvert le 6 septembre 1967 à Bordeaux par Guy Soulié. Il présente une orbite caractérisée par un demi-grand axe de 2,23 UA, une excentricité de 0,17 et une inclinaison de 4,5° par rapport à l'écliptique.

## Compléments